# Copa Rural de Futebol
A Copa Rural é um torneio de futebol brasileiro disputado entre equipes amadoras e semiprofissionais do estado da Paraíba. É o organizada anualmente pelo Departamento de Esportes da Rádio Rural da cidade de Guarabira, sendo o maior campeonato de futebol amador do estado.
Realizada desde 1992, a copa envolve equipes de mais de 40 cidades do brejo paraibano e de todo o estado, já tendo revelado diversos talentos da região para o futebol nacional.
O atual campeão é a equipe do Cafezal Futebol Clube, Sendo campeão invicto da competição

## História
A Copa Rural teve início no ano de 1992, com o objetivo divulgar e valorizar o futebol amador, integrando o desenvolvimento socioesportivo e turístico–cultural na região do brejo paraibano, fazendo com que os amantes do futebol tivessem a oportunidade de mostrar o potencial de suas equipes, bem como dos seus jogadores.
No início, a dificuldade em reunir um número satisfatório de equipes envolvendo várias cidades era extremamente árdua, mas com 16 agremiações de 14 cidades, divididas em quatro grupos, realizou-se o primeiro torneio, que teve o ABC da cidade de Alagoa Grande como primeiro campeão da competição, disputando contra o Náutico de Araçagi, que mais tarde (1998) também viria a ser campeão.
Através dos anos, a competição destacou-se pela busca da excelência e, o que antes era limitado apenas ao brejo, expandiu-se pelas mais diversas regiões do estado, conquistando equipes amadoras com grande tradição em suas cidades e até times profissionais da Paraíba, como o Miramar da cidade de Cabedelo, o Santa Cruz de Santa Rita e o Botafogo de João Pessoa, que utilizam a Copa Rural como uma base de formação dos seus atletas, preparando-os para competições profissionais na Paraíba e no Brasil.

## Organização
A Copa Rural envolve diretamente cerca de três mil pessoas, entre atletas, dirigentes de clubes, comissão técnica, árbitros, entre outros, gerando emprego para milhares de pessoas durante um período de quatro meses.
Além da Rádio Rural de Guarabira, que divulga e transmite jogos nos finais de semana, ao vivo das mais diversas cidades participantes, grandes empresas, políticos, sindicatos e associações ajudam na propagação da Copa Rural, que conta nos últimos anos com a cobertura da TV Tambaú, aprovando a credibilidade e ascendendo a divulgação de uma marca que hoje é, indubitavelmente, o maior campeonato amador do estado da Paraíba.